# Mesochorus revocatus
Mesochorus revocatus är en stekelart som beskrevs av Charles Thomas Brues 1910. Mesochorus revocatus ingår i släktet Mesochorus och familjen brokparasitsteklar. Inga underarter finns listade i Catalogue of Life.